# Miss Gabon 2014
Miss Gabon 2014, est la 12e élection de Miss Gabon, s'est déroulée le 30 novembre 2013 dans le jardin botanique de la Cité de la Démocratie, à Libreville. 
La gagnante, Maggaly Nguema, succède à Jennifer Ondo, Miss Gabon 2013.

## Classement final
| Titre                 | Candidates                                        |
| --------------------- | ------------------------------------------------- |
| Miss Gabon 2014       | - Libreville - Maggaly Omrnellia Emanuelle Nguema |
| Miss Monde Gabon 2014 | - Moyen-Ogooué - Pulchérie Nze Nzoughe            |
| 1re dauphine          | - Woleu-Ntem - Hulda Marilyne Nfono Ondo          |
| 2e dauphine           | - Estuaire - Grace Vanessa Abeng Dinganga         |
| 3e dauphine           | - Franceville - Jessie Helda Mathas Lekekery      |
| 4e dauphine           | - Tchibanga - Lisa Doriane Malamba Ndjaboueni     |

## Candidates
| Province ou chef-lieu représenté                      | Nom                                  | Âge    |
| ----------------------------------------------------- | ------------------------------------ | ------ |
| Miss Estuaire                                         | Grace Vanessa Abeng Dinganga         | 18 ans |
| Miss Libreville 1re dauphine de Miss Estuaire         | Maggaly Nguema                       | 21 ans |
| Miss Haut-Ogooué                                      | Lise Petrina Mpolo Okourou           | 24 ans |
| Miss Franceville 1re dauphine de Miss Haut-Ogooué     | Jessie Helda Mathas Lekekery         | 23 ans |
| Miss Moyen-Ogooué                                     | Pulchérie Nze Nzoughe                | 24 ans |
| Miss Lambaréné 1re dauphine de Miss Moyen-Ogooué      | Fabiola Voldie Jemina Bickene Amvane | 19 ans |
| Miss Ngounié                                          | Oriane Pricil Ilama                  | 25 ans |
| Miss Mouila 1re dauphine de Miss Ngounié              | Chancia Malaica Bigniani             | 21 ans |
| Miss Nyanga                                           | Nanouchka Céline-Farrel Malamba      | 20 ans |
| Miss Tchibanga 1re dauphine de Miss Nyanga            | Lisa Doriane Malamba Ndjaboueni      | 20 ans |
| Miss Ogooué-Ivindo                                    | Yachimire Mengue Minko               | 21 ans |
| Miss Makokou 1re dauphine de Miss Ogooué-Ivindo       | Perpola Laurence Adzayeng Essono     | 23 ans |
| Miss Ogooué-Lolo                                      | Morgane Gaelle Missambu Littona      |        |
| Miss Koulamoutou 1re dauphine de Miss Ogooué-Lolo     | Joanne Kambissi                      | 18 ans |
| Miss Ogooué-Maritime                                  | Francky Ivahat                       | 21 ans |
| Miss Port Gentil 1re dauphine de Miss Ogooué-Maritime | Naika Ogoula Atakouet                | 19 ans |
| Miss Woleu-Ntem                                       | Hulda Marilyne Nfono Ondo            | 21 ans |
| Miss Oyem 1re dauphine de Miss Woleu-Ntem             | Milca Ada                            | 20 ans |

## Observations

### Représentations aux concours internationaux
- Maggaly Nguema, première dauphine de Miss Estuaire et Miss Gabon, a représenté le Gabon aux concours Miss International 2014 et Miss Univers 2014. Elle n'est pas classée. Elle a terminé 2e dauphine au concours Miss Supranational 2014[2]. Elle a été élue Miss Cemac 2015 à N’Djaména, au Tchad[3].
- Pulchérie Nze Nzoughe, Miss Moyen-Ogooué et Miss Monde Gabon 2014, se retire de la compétition Miss Monde 2014 pour des raisons professionnelles. Elle est remplacée par Helda Mathas Lekery, troisième dauphine de Miss Gabon[4].
- Marilyne Nfono Ondo, Miss Woleu-Ntem et première dauphine de Miss Gabon, représentera le Gabon au concours Miss Globe International 2016. Elle a également participé à Miss Terre 2014.
- Helda Mathas Lekery, première dauphine de Miss Haut-Ogooué et troisième dauphine de Miss Gabon, a représenté le Gabon au concours Miss Monde 2014. Elle a remplacé Pulchérie Nzoughe, Miss Monde Gabon 2014 pour des raisons inconnues[5],[6].